# Nephrotoma rubriventris
Nephrotoma rubriventris är en tvåvingeart som först beskrevs av Evgenyi Nikolayevich Savchenko 1957.  Nephrotoma rubriventris ingår i släktet Nephrotoma och familjen storharkrankar. Inga underarter finns listade i Catalogue of Life.